# Arkupea

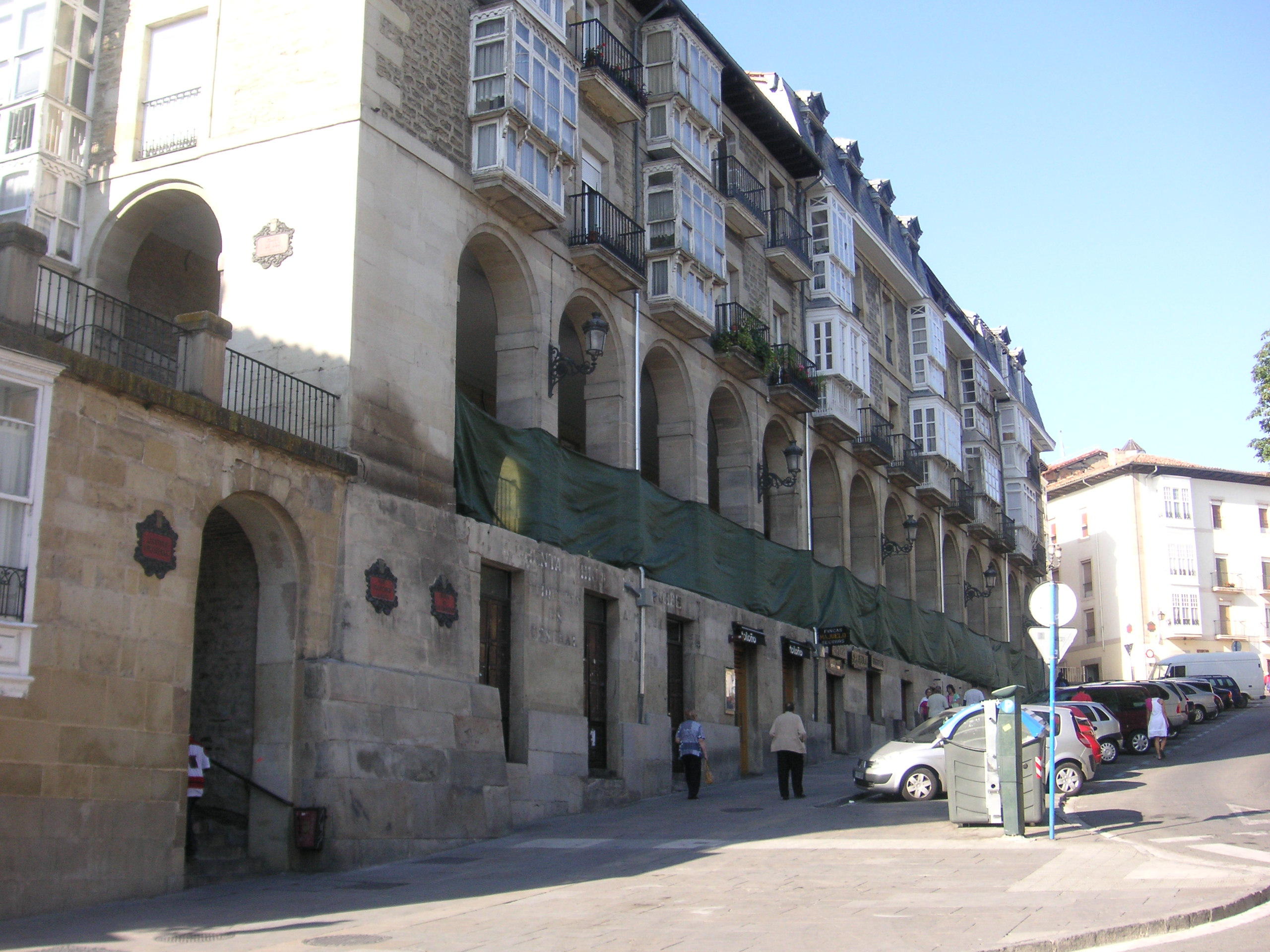
Arkupea

Arkupea (en castellà Los Arquillos) foren construïts al segle xviii per Justo Antonio de Olaguíbel Quintana i Nicolás Díez de Güemes i conformen un carrer amb porxades de Vitòria de gran valor arquitectònic doncs és la resposta al problema que es va plantejar en intentar unir el nucli antic de Vitòria amb el nou Eixample, llavors en construcció.
La zona medieval de la capital alabesa s'assenta sobre un turó i "Los Arquillos" permeten salvar l'important desnivell per mitjà d'una sèrie d'edificis escalonats. La nova obra, que va trigar deu anys a construir-se, va ser la solució de l'eixample de la ciutat al costat de la Plaça Nova, concebuda també per Olaguibel. Així, els carrers medievals van ser accessibles des de l'eixample neoclàssic.
Se sol donar com a data de construcció l'any 1787.